# Уорник, Джон

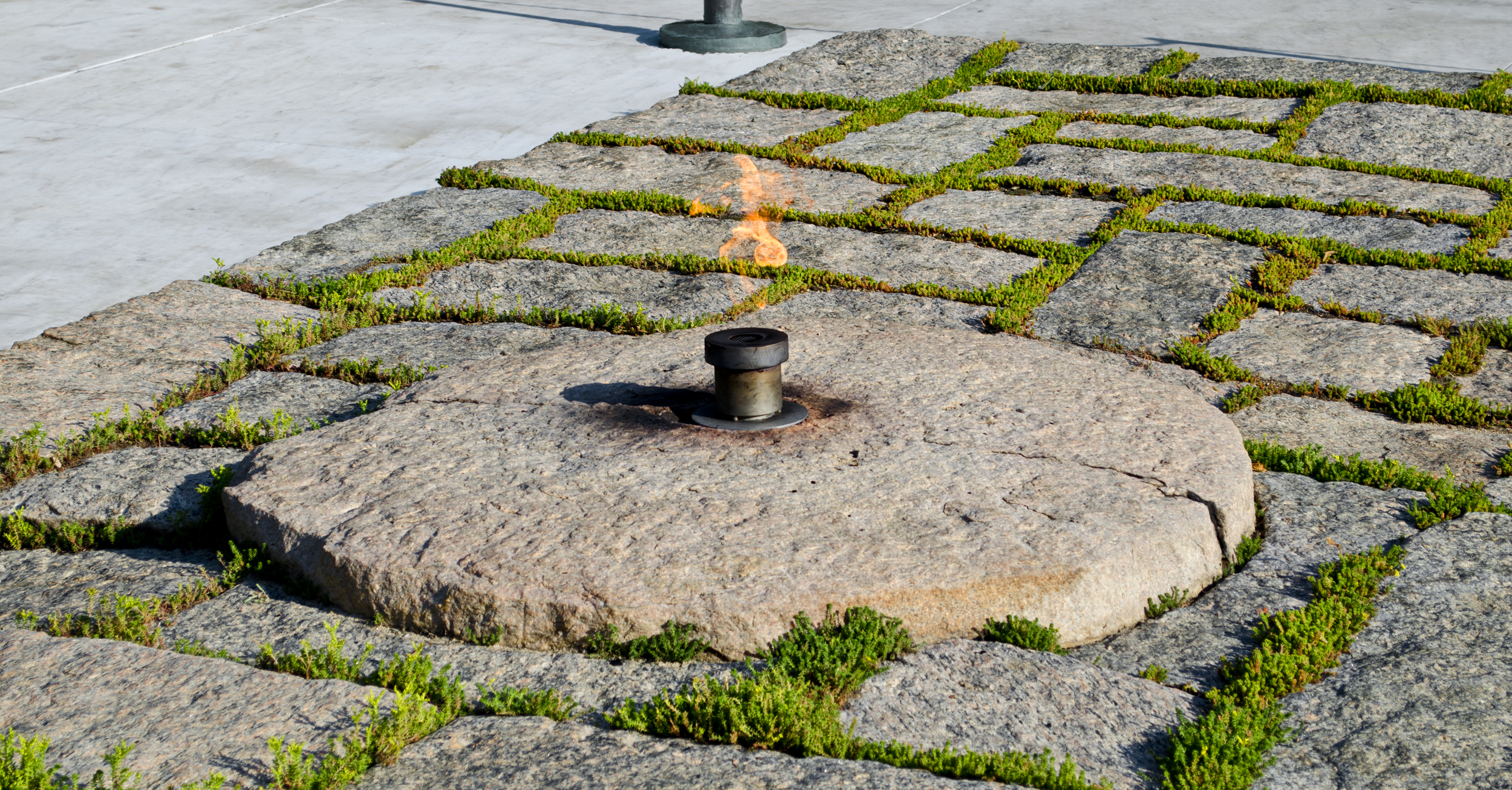
Мемориал Джона Кеннеди

Джон Уорник (Варнеке) (англ. John Carl Warnecke; 1919—2010) — американский архитектор из Сан-Франциско, штат Калифорния. Автор проектов многих значительных зданий и монументов. Среди его работ Вечный огонь в честь Джона Кеннеди на Арлингтонском кладбище.

## Биография
Родился 24 февраля 1919 года в Окленде, штат Калифорния. Его отец — Карл Уорник был известным архитектором в Сан-Франциско, а мать — Маргарет Истерлинг Уорник происходила из голландских переселенцев, приехавших в Калифорнию в 1870-х годах.
Получил степень бакалавра (диплом с отличием) Стэнфордского университета в 1941 году. Будучи студентом, играл в футбол в Станфорде и был членом команды 1940 Stanford Indians football team (прозвище игроков «Wow Boys»), которая в 1941 году выиграла кубок Rose Bowl. Получив в одном из матчей травму плеча, закончил выступления в футболе и из-за этого не служил в армии в годы Второй мировой войны. Во время учебы в Стэнфорде познакомился с Джоном Кеннеди (после убийства президента создал мемориал на его могиле). В 1942 году, завершив трехлетний курс за один год, Уорник получил степень магистра в области архитектуры в Гарвардском университете, где в это же время учился известный архитектор Вальтер Гропиус.
После окончания Гарвардского университета, Джон Уорник работал в качестве инспектора по строительству государственного жилья в Ричмонде, штат Калифорния. В 1943 году он стал работать чертежником в фирме своего отца, которая специализировалась в архитектурном стиле бозар. На дальнейшее творчество Уорника повлияли работы американских архитекторов — Бернарда Мэйбека и Уильяма Вурстера, сторонников стиля «Bay Area school».
Затем Уорник занялся в 1950 году частной практикой и в 1956 году основал собственную фирму John Carl Warnecke & Associates. Создав множество архитектурных произведений, он стал международно признанным архитектором и адъюнктом Национальной академии дизайна.
Умер от рака поджелудочной железы 17 апреля 2010 года в своем доме в городе Хилдсберг, штат Калифорния.
Был женат первым браком с 1945 года, жена — Грейс Кушинг; у них было трое сыновей и дочь. Развелся в 1961 году. Во втором браке был женат на Грейс Кеннан — дочери американского историка и дипломата Джорджа Кеннана, но и этот брак закончился разводом.

Некоторые работы
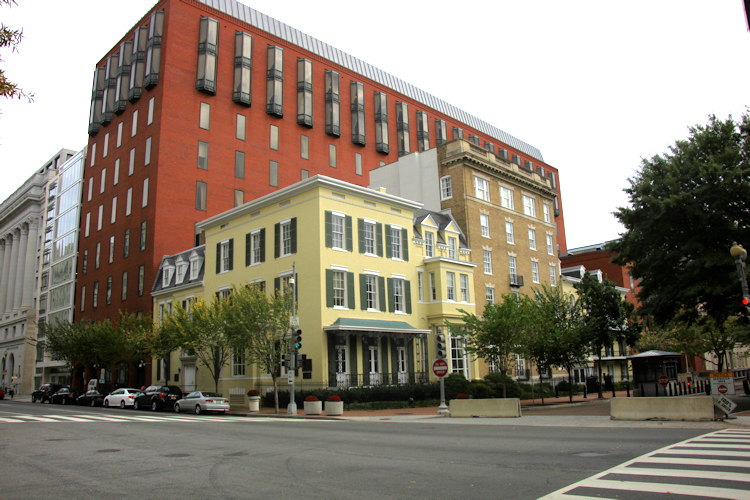
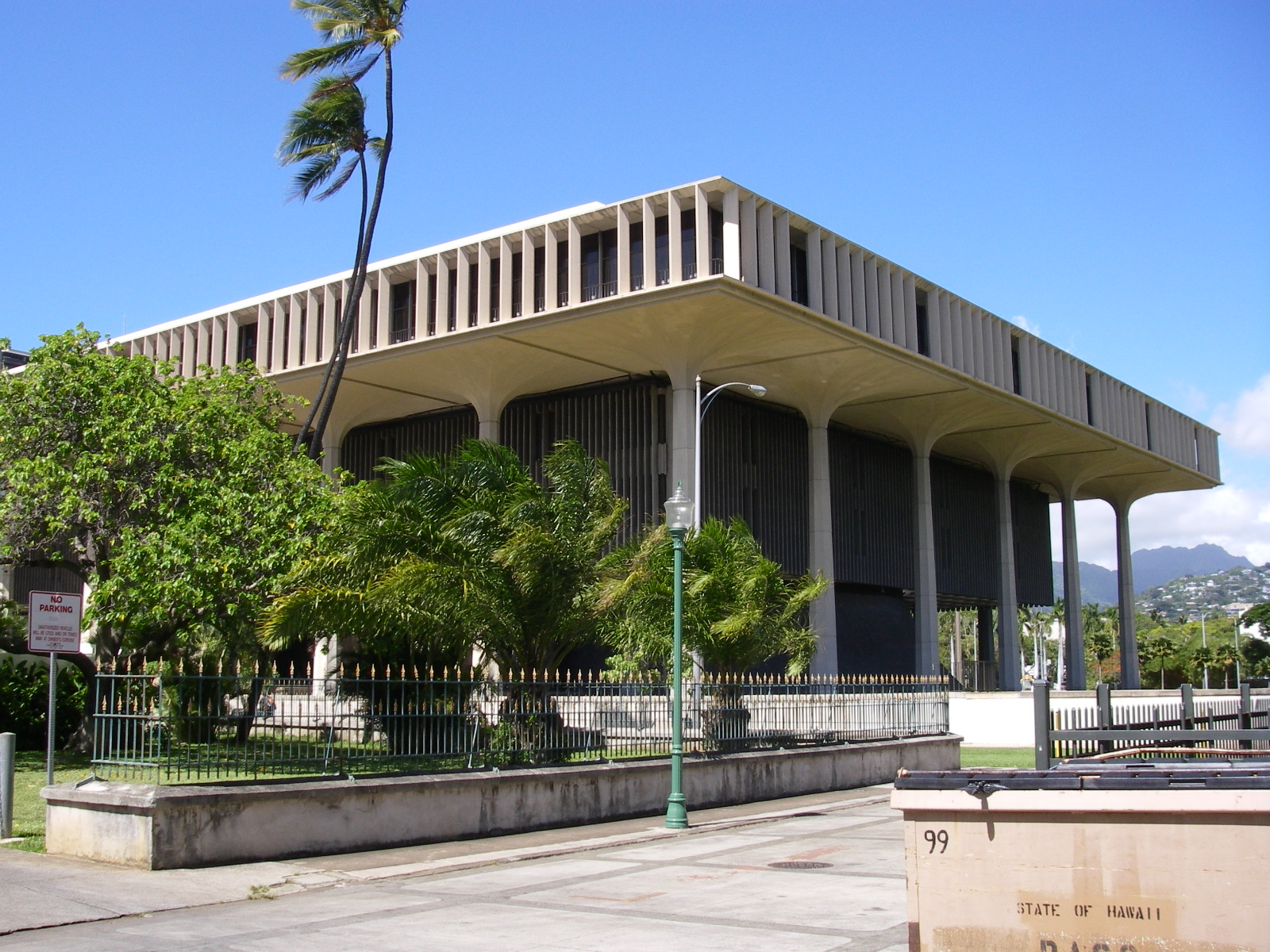
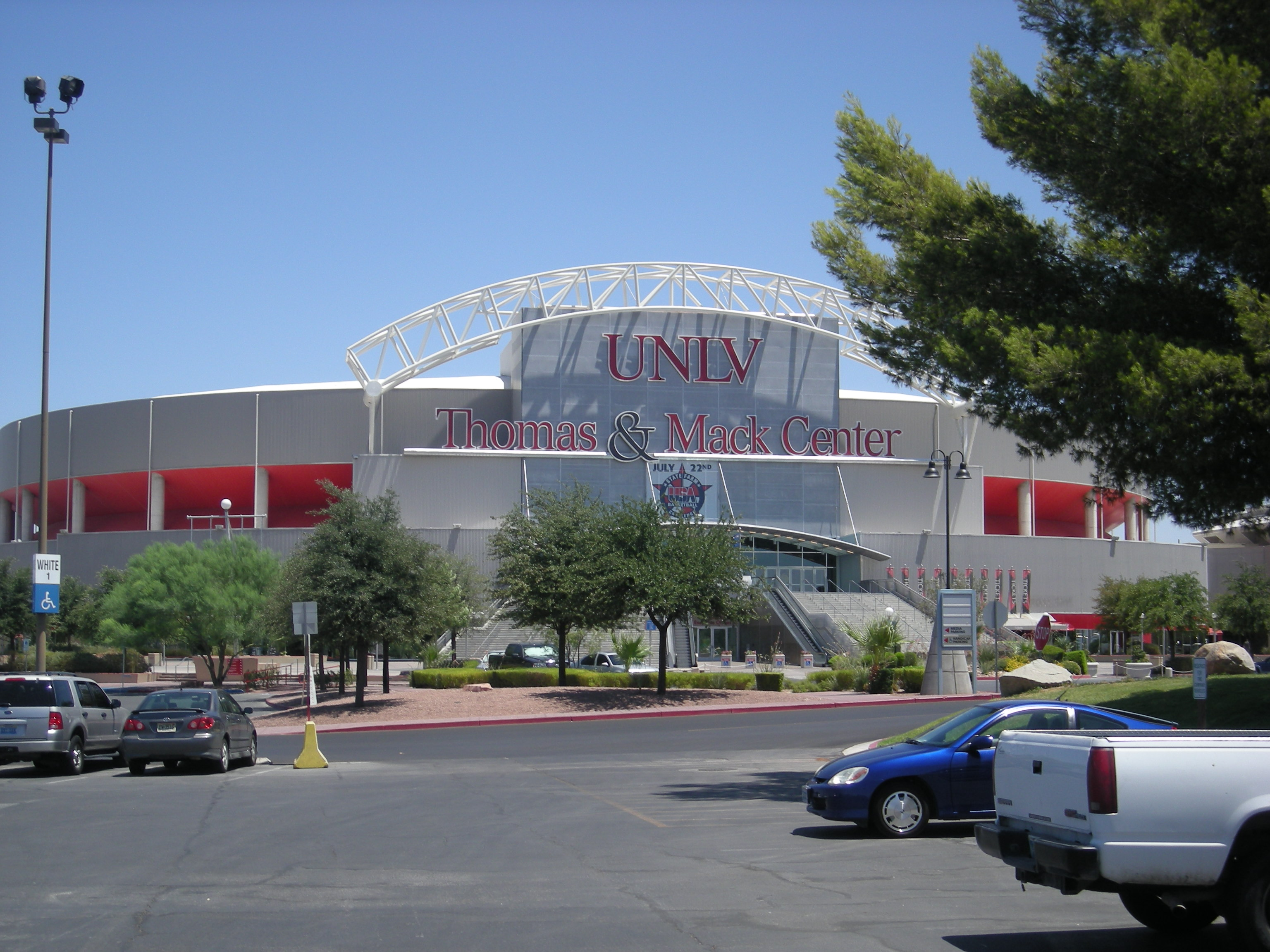